# Văsieni, Telenești
Văsieni este un sat din raionul Telenești, Republica Moldova.

## Administrație și politică
Componența Consiliului local Văsieni (9 consilieri), ales la 5 noiembrie 2023, este următoarea:
|  | Partid                            | Consilieri | Componență | Componență | Componență | Componență | Componență |
|  | --------------------------------- | ---------- | ---------- | ---------- | ---------- | ---------- | ---------- |
|  | Partidul „Renaștere”              | 5          |            |            |            |            |            |
|  | Partidul Acțiune și Solidaritate  | 3          |            |            |            |            |            |
|  | Partidul Social Democrat European | 1          |            |            |            |            |            |

## Galerie de imagini

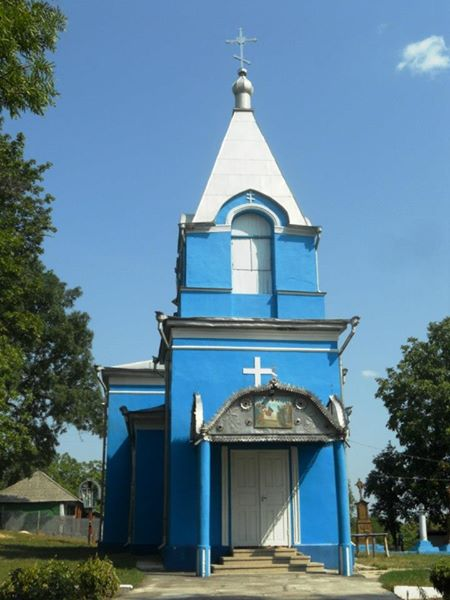
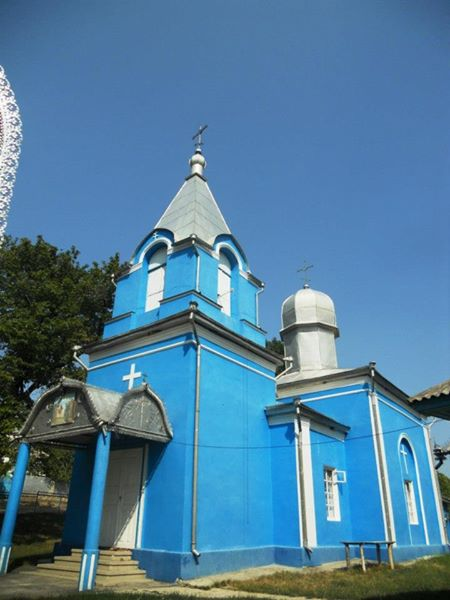
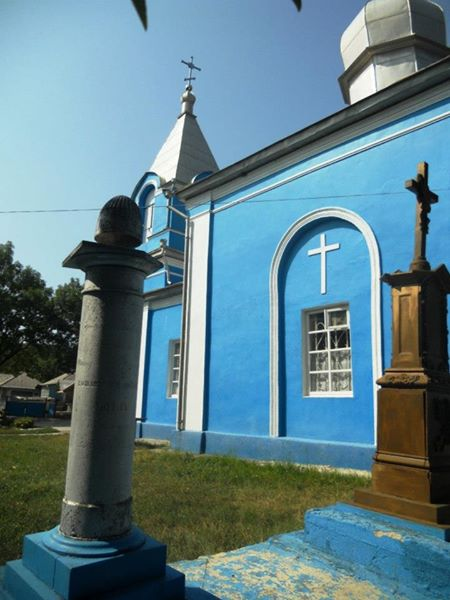
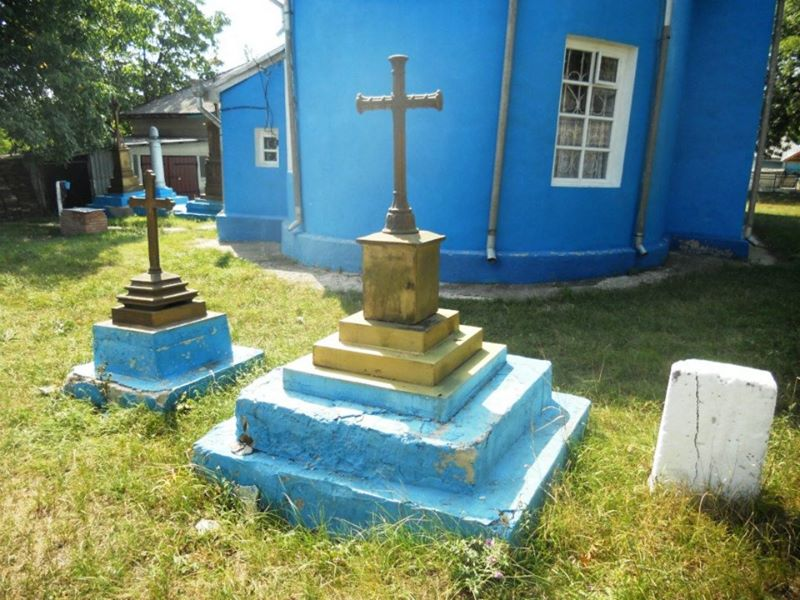
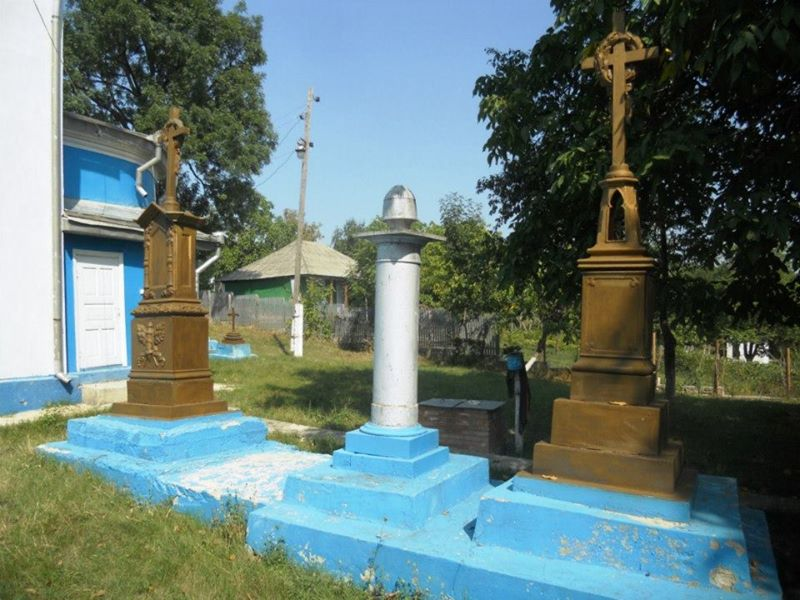

Biserica „Adormirea Maicii Domnului” (1853) din localitate, monument ocrotit de stat.

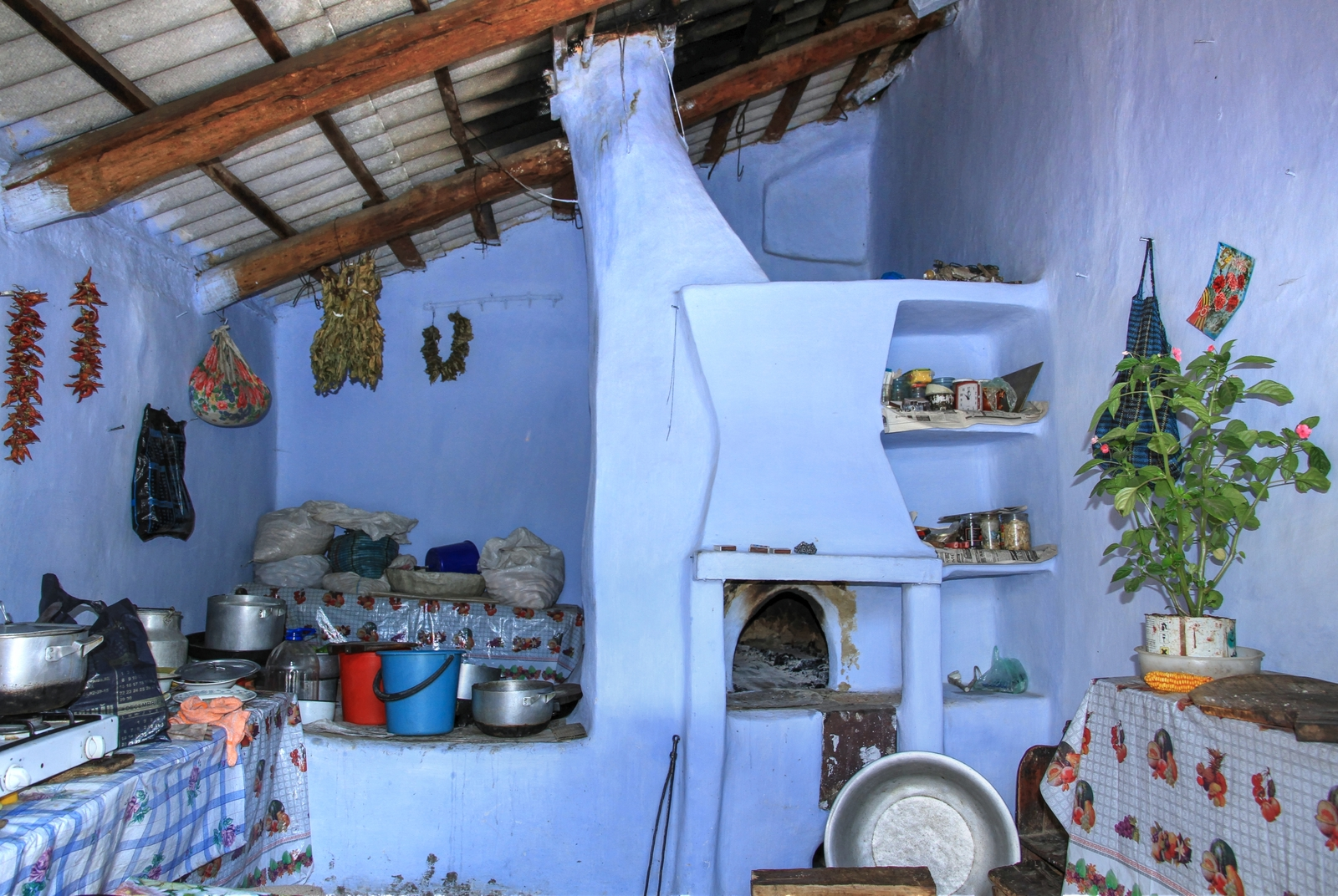
Bucătărie tradițională din Văsieni